# 寿命

男女在出生时预期寿命的比较，绿色斜线对应相等的男女预期寿命。三维小球的体积与该地区的人口成正比。

寿命的意思是一个生物個體從诞生到死亡所經過的时间，一般将其单位定为“岁”，其值與年相同。寿命的原意不同于年龄，但由于语言上的错误导致有时候年龄可以代替寿命一词。英文的Longevity在人口学中往往等同于预期寿命。长寿不仅是科学家们讨论的话题，同时也是科幻作品、乌托邦小说的主题。由于存在出生统计的不确和不完整，有时很难确定史上的最年长者。小说、传奇和民间故事都有描写超过现代标准下的人瑞寿命的例子。此外，壽命一詞也常用來表示一部機械、裝置、設備或零件從開始使用到故障無法使用的時間長短。

## 预期寿命
许多因素都会影响个体的寿命。较为重要的包括性别、基因、医疗卫生、饮食和营养、锻炼、生活型态和犯罪率。不同类型国家平均预期寿命：
- 发达国家：77–90年
- 发展中国家：32–80年

世界人口寿命随预期寿命正在增长。

## 寿命与生活方式

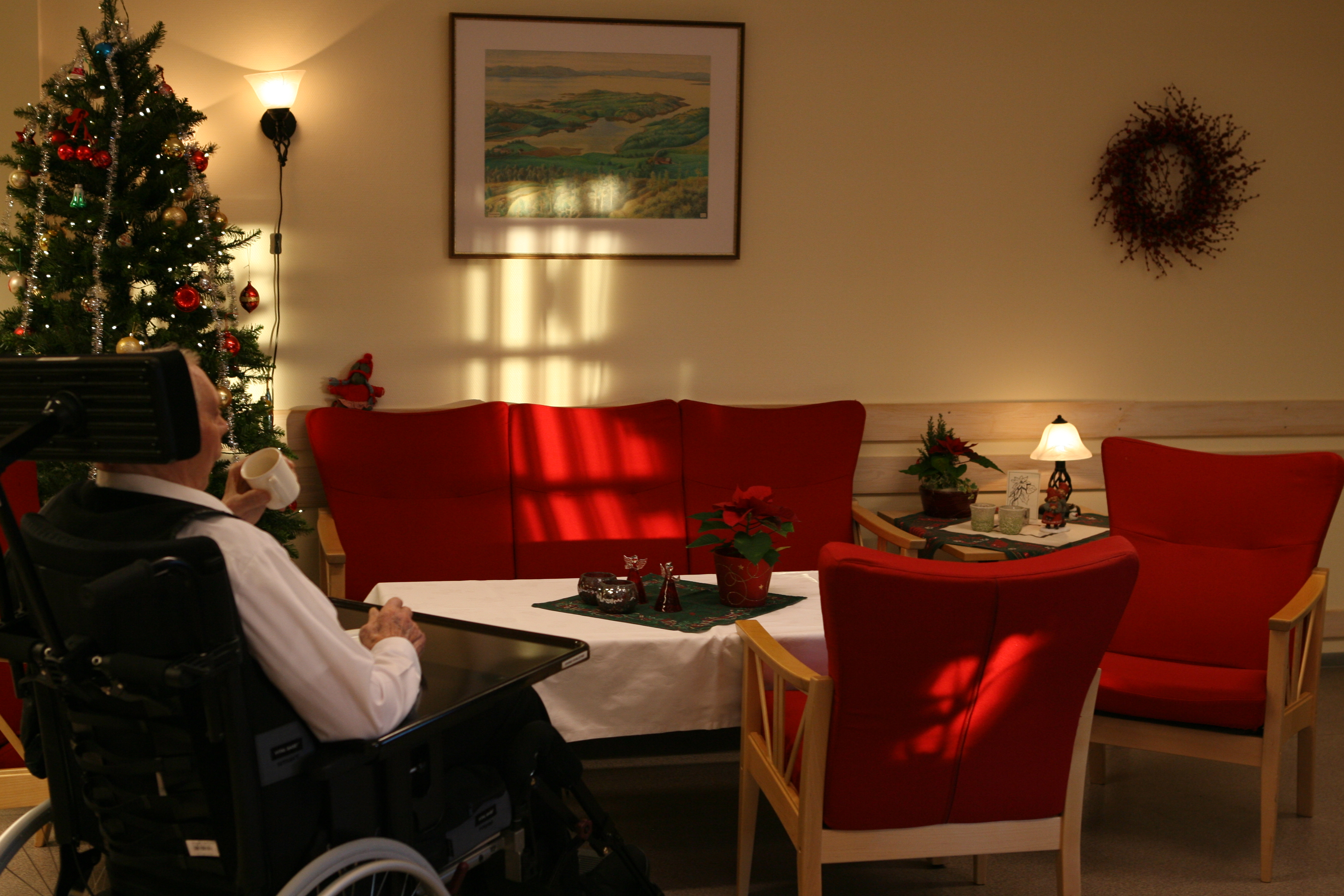
挪威老人院中的老者

循证研究表明，寿命基于两个主要因素：基因和生活方式的原则。据估计，人的寿命长短20%-30%与个体基因相关，剩下的则有个人行为、环境因素决定，而这是可以调整改变的。近期研究发现，即使是最少量的休闲时间和身体锻炼也能延长寿命4.5年。

## 世界获验证最长寿纪录的人
- 让娜·卡尔芒（1875年2月21日－1997年8月4日），活到了122岁164天，人类史上第一長寿者。
- 木村次郎右衛門（1897年4月19日－2013年6月12日），活到了116岁54天，人类史上第一位无爭议活過116岁的男性。

## 长寿神话
长寿神话是有关极为高寿的人的故事，以及被认为可以增寿的方式。
青春之泉据称可以恢复任何一个喝过它的水的人的青春。新约圣经，追溯犹太传统，将治愈归因于毕士大池，它的池水会被一个天使搅动。被认为能够使人长寿的办法也包括炼金术，如尼古拉·弗拉梅爾的炼金术。
在中国，颛顼的玄孙，先秦的彭祖（前1237年或前1214年－前1100年），据说活到了840岁（实為137岁或114岁）